# Quedara basiflava
Quedara basiflava, thường được biết đến với tên the Yellow-Base/Golden Tree Flitter, là một loài bướm thuộc họ Bướm nhảy.

## Thức ăn
Ấu trùng ăn Calamus pseudotenuis, Calamus rotang and Calamus thwaitesii.